# Rolleicord
Le Rolleicord est un appareil photographique reflex bi-objectif de moyen format fabriqué par Rollei.
À l'origine, ces appareils avaient pour but de rendre accessible le principe du Rolleiflex à un plus grand nombre de photographes en simplifiant le design de l'appareil afin de baisser les prix. C'étaient donc des « Rolleiflex du pauvre ». Les modèles se sont améliorés avec le temps et les tout derniers (la série V notamment) n'avaient rien à envier sur le plan de la qualité de fabrication ou de la qualité optique à leurs grands frères — seule l'utilisation restait un peu différente, avec notamment l'absence d'une manivelle de déroulement du film couplée à l'armement de l'obturateur. À la place, on trouve une manipulation en deux temps : on déroule le film avec un bouton, puis on arme l'obturateur avec une manette dédiée.
Ces appareils étaient équipés d'un objectif Zeiss Triotar puis d'un Schneider Xenar. 
Cette gamme est aujourd'hui totalement éteinte.
- Rolleicord I f:4.5 (1933-1936)
- Rolleicord I f:3.8 (1934-1936)
- Rolleicord Ia (1936-1937)
- Rolleicord II (1936-1937)
- Rolleicord Ia Type 2 (1937-1938)
- Rolleicord IIa (1937-1938)
- Rolleicord Ia Type 3 (1938-1947)
- Rolleicord IIb (1938-1939)
- Rolleicord IIc (1939-1949)
- Rolleicord IId (1947-1950)
- Rolleicord IIe (1949-1950)
- Rolleicord III (1950-1953)
- Rolleicord IV (1953-1954)
- Rolleicord V (1954-1957)
- Rolleicord Va (1957-1961)
- Rolleicord Vb (1962-1977)